# Восход (Мордовия)
Восход — поселок в Старошайговском районе Мордовии. Входит в состав Старотеризморгского сельского поселения.

## История
В 2001 году постановлением Правительства РФ посёлок Совхоз «Восход» переименован в Восход.

## Население
| 2002 | 2010 | 2012 | 2013 | 2014 | 2015 | 2016 |
| ---- | ---- | ---- | ---- | ---- | ---- | ---- |
| 334  | ↘291 | ↘274 | ↘264 | ↘252 | ↘250 | ↘246 |
| 2017 | 2018 |      |      |      |      |      |
| ↘242 | ↘231 |      |      |      |      |      |